# عصبونات فون إكونومو
عصبونات فون إكونومو (في إي إن إس)، يُطلق عليها أيضًا اسم العصبونات المغزلية، هي إحدى الفئات المحددة من العصبونات القشرية لدى الثدييات التي تتميز بالسوما (أو جسم الخلية) الكبيرة مغزلية الشكل المستدقة تدريجيًا نحو محوار (التفرع المسؤول عن نقل الإشارة) ذروي مفرد في اتجاه واحد، مع وجود تغصن (التفرع المسؤول عن استقبال الإشارة) مفرد في الاتجاه المقابل. تميل العصبونات القشرية الأخرى إلى امتلاك مجموعة من التغصنات المتعددة، إذ تتميز عصبونات فون إكونومو بمورفولوجيا ثنائية قطب فريدة.
يتحدد وجود عصبونات فون إكونومو في منطقتين اثنتين داخل دماغ البشرانيات (الإنسان وغيره من القردة العليا الأخرى): القشرة الحزامية الأمامية (إيه سي سي) والقشرة الجزيرية الأمامية (إف آي) (اللتان يساهم كل منهما في تشكيل الشبكة البارزة). في عام 2008، أمكن رصد عصبونات فون إكونومو في قشرة الفص الجبهي الظهراني لدى الإنسان. توجد عصبونات فون إكونومو أيضًا لدى بعض أنواع الحيتانيات، والفيلة الأفريقية والآسيوية وبدرجة أقل قردة المكاك والراكون. يشير ظهور عصبونات فون إكونومو لدى فروع حيوية بعيدة القرابة إلى اعتبارها أحد الأمثلة على التطور المتقارب – على وجه الخصوص، باعتبارها تكيفًا لاستيعاب حجم الدماغ المتزايد لدى هذه الحيوانات بعيدة القرابة.
اكتُشفت عصبونات فون إكونومو وأمكن وصفها لأول مرة في عام 1929 بواسطة طبيب النفس وعالم الأعصاب النمساوي قسطنطين فون إكونومو (1876-1931).

## الوظيفة
عصبونات فون إكونومو هي خلايا كبيرة الحجم نسبيًا قادرة على السماح بالتواصل السريع عبر الأدمغة الكبيرة نسبيًا لدى القردة العليا، والفيلة والحيتانيات. على الرغم من ندرتها مقارنة بالعصبونات الأخرى، توجد عصبونات فون إكونومو بوفرة وبأحجام كبيرة نسبيًا لدى الإنسان؛ تكون هذه العصبونات مع ذلك أكثر وفرة بثلاث مرات لدى الحيتانيات.

## الأهمية التطورية
أدى اكتشاف عصبونات فون إكونومو لدى عدد من أنواع الحيتان المختلفة إلى اقتراح اعتبارعا «شكلًا من التكيف العصبوني الإلزامي المحتمل في الأدمغة كبيرة الحجم، من أجل السماح بمعالجة المعلومات ونقلها بسرعة على طول التفرعات عالية النوعية وقد تطورت فيما يتعلق بالسلوكيات الاجتماعية الناشئة».:254 يمكن اعتبار وجود مثل هذه الخلايا التخصصية بشكل واضح وحصري بين الثدييات عالية الذكاء مثالًا على التطور المتقارب.

## الأهمية السريرية
قد يرتبط التطور الشاذ لعصبونات فون إكونومو مع العديد من الاضطرابات الذهانية، وعادة مع تلك المترافقة بانحرافات الواقع، واضطرابات في التفكير والمنطق، واضطرابات اللغة والابتعاد عن التواصل الاجتماعي. لُوحظ أيضًا أن الحالات المعدلة والمتغيرة لعصبونات فون إكونومو مرتبطة بشكل أو بآخر مع تطور الفصام والتوحد، إلا أن الأبحاث المتعلقة بهذه الارتباطات ما زالت في مراحلها المبكرة. ينطوي الخرف الجبهي الصدغي بشكل رئيسي على خسارة عصبونات فون إكونومو. أشارت دراسة أولية إلى استهداف مرض آلزهايمر لعصبونات فون إكونومو على وجه التحديد؛ طُبقت هذه الدراسة على الأدمغة المصابة بمرض آلزهايمر في مراحله المتأخرة المترافقة مع دمار خلوي واسع النطاق، إذ وُجد في وقت لاحق أن مرض آلزهايمر غير مؤثر إطلاقًا على عصبونات فون إكونومو.